# Canon EOS-1V
Die Canon EOS-1V ist eine Weiterentwicklung der EOS-1N/EOS-1N RS und zählt nach der Canon-Terminologie (wie alle anderen Modelle der 1er Serie) zu den Profimodellen. Das Modell kam 2000 auf den Markt und wurde auch nach dem Produktionsende 2008 bis 2018 angeboten (nur in Japan). Als letztes analoges Top-Modell der EOS-Familie diente die EOS-1V außerdem als Basis für die digitalen EOS-1D/Ds/D X-Profimodelle. Auch heute noch gehört die EOS-1V (in der HS-Version mit Power Booster-Griff) mit einer Bildfrequenz von bis zu 10 Bildern/Sekunde zu den weltweit schnellsten SLRs mit beweglichem Spiegel.

## Besonderheiten
Im Gegensatz zu der etwa zeitgleich (1998–2008) angebotenen EOS-3, die der EOS-1V technisch sehr ähnlich ist, bringt die EOS-1V trotz ähnlicher Abmessungen 185g mehr auf die Waage. Grund hierfür ist die robustere Gehäusekonstruktion. Das Innengehäuse der EOS-1V besteht aus einem Aluminium-Druckguss, weitere Teile aus glasfaserverstärktem Polycarbonat. Im Gegensatz zur "kleineren Schwester" EOS-3 und dem Vorgängermodell EOS-1N ist das vordere und obere Außengehäuse statt aus Kunststoff allerdings aus einer speziellen Magnesiumlegierung gefertigt. Diese macht das Gehäuse härter und führt zu einer höheren Verwindungssteifigkeit. Außerdem wirkt die Magnesiumlegierung auch als Abschirmung der Elektronik gegen elektromagnetische Strahlung.
Im Gegensatz zu ihrer Vorgängerin (EOS-1N) ist die EOS-1V sehr viel umfangreicher gegen Regen und Spritzwasser geschützt. Hierfür sind das Batteriefach, die Rückwand, die Anschlussbuchsen und sämtliche Bedienelemente mit Silikon abgedichtet. An insgesamt 72 Stellen im Gehäuse wurden zu diesem Zweck Silikondichtungen verbaut.
Der elektronisch gesteuerte Drehmagnetverschluss der EOS-1V besteht aus zwei Carbonfaser-Lamellen und drei Ultra-Duraluminium-Lamellen und ist für mehr als 150.000 Auslösungen ausgelegt. Canon-interne Versuche wurden nach 200.000 Auslösungen ohne nennenswerte Beschädigung abgebrochen.
Da der Verschluss keine Spannung benötigt, um den zweiten Verschlussvorhang bei längeren Belichtungen offen zu halten, ist er besonders stromsparend. So sind bei Zimmertemperatur bis zu 1.000 Betriebsstunden mit der Batterie 2CR5 möglich.
Wie auch die EOS-3 ist die EOS-1V mit einem damals neu entwickelten CMOS-Sensor (Complementary metal Oxyde Semiconductor) mit 45 Autofokus-Sensoren ausgestattet; allerdings wurde der AF und seine Algorithmen verbessert. Sieben der 45 AF-Felder davon arbeiten als Kreuzsensoren, der mittige Sensor ist als Doppelkreuzsensor ausgelegt.
Die effektive lichtempfindliche Fläche der einzelnen Bildpunkte wurde gegenüber der EOS-1N um 12 Prozent vergrößert und mit einer Antireflexschicht überzogen, um den Autofokussensoren auch bei kritischen Lichtverhältnissen eine schnellere und präzisere Reaktion zu ermöglichen.
Passend zum robusten Gehäuse der EOS-1V ist auch der CMOS-Sensor in einer mechanisch und optisch vollkommen neu entwickelten AF-Einheit untergebracht. Die neue Konstruktion ist schockabsorbierend und unempfindlich gegen Schwankungen von Temperatur und Luftfeuchtigkeit.
Im Gegensatz zur EOS-3, bei der ein zweiter vollreflektierender Spiegel den AF-Strahlengang um 90° umlenkt wurde bei der EOS-1V auf diesen zweiten Spiegel verzichtet, wodurch der AF-Strahlengang nun linear verläuft und unerwünschte Reflexionen bei ungünstigem Lichteinfall vermieden werden können.
Über die Fernsteuerungs- und Datenübertragungsbuchse (Anschlusstype N3) kann mit entsprechendem USB-Verbindungskabel und einem separat zu erwerbenden Computer-Programm die Kamera konfiguriert, sowie Datensätze für die letzten 100 Filmrollen ausgelesen werden. Diese Datensätze enthalten pro Filmrolle und Aufnahme, diverse Informationen zu denselben. Wie z. B. Belichtungszeit, Blende, Brennweite, ISO-Zahl und optional, Datum und Uhrzeit der Aufnahme. Werden auch Datum und Uhrzeit gespeichert, verringert sich die Kapazität auf 52 Filmrollen. Nach dem Digitalisieren der Aufnahmen, lassen sich diese Daten als Exif-Daten in die Bild-Dateien einbinden. Zum Zweck der Zuordnung, belichtet die Kamera ihre Identitätsnummer und die Nummer des Filmes (1-999) direkt vor die erste Aufnahme.

## Zubehör

### Kamera-Antriebe
- Power Drive Booster: Speziell für die EOS-1V wurde der Motorantrieb PB-E2 entwickelt, mit dem Bildfrequenzen bis zu 10 Bilder/Sekunde möglich sind. Alternativ dazu ist auch der PB-E1 anschließbar, der allerdings die Serienbildgeschwindigkeit nur auf 6 Bilder pro Sekunde erhöht.

### Mattscheiben
Standard: Laser-mattierte Scheibe mit AF-Ellipse, AF-Messfeldern und Spot-Messkreis; optional neun auswechselbare Zubehörscheiben. Die Mattscheiben werden durch das Objektivbajonett gewechselt.

### Blitzgeräte
Im Canon-EOS-System gibt es mehrere Speedlite-Blitzgeräte mit unterschiedlichen Merkmalen. Selbst heutige Geräte sind abwärtskompatibel zum E-TTL Protokoll der EOS-1V – die EOS-1V ist allerdings nicht E-TTL-2-kompatibel.

### Fernauslösezubehör
Für die Steuerung der EOS-1V aus der Entfernung gibt es eine Reihe von Zubehör, wie z. B. Fernauslösekabel usw.

## Modelle/Versionen
Die EOS-1V wurde auch im Set mit dem Power Drive Booster PB-E2 verkauft. In dieser Ausstattung ist die Bezeichnung der Kamera „EOS-1V HS“.

## Bilder

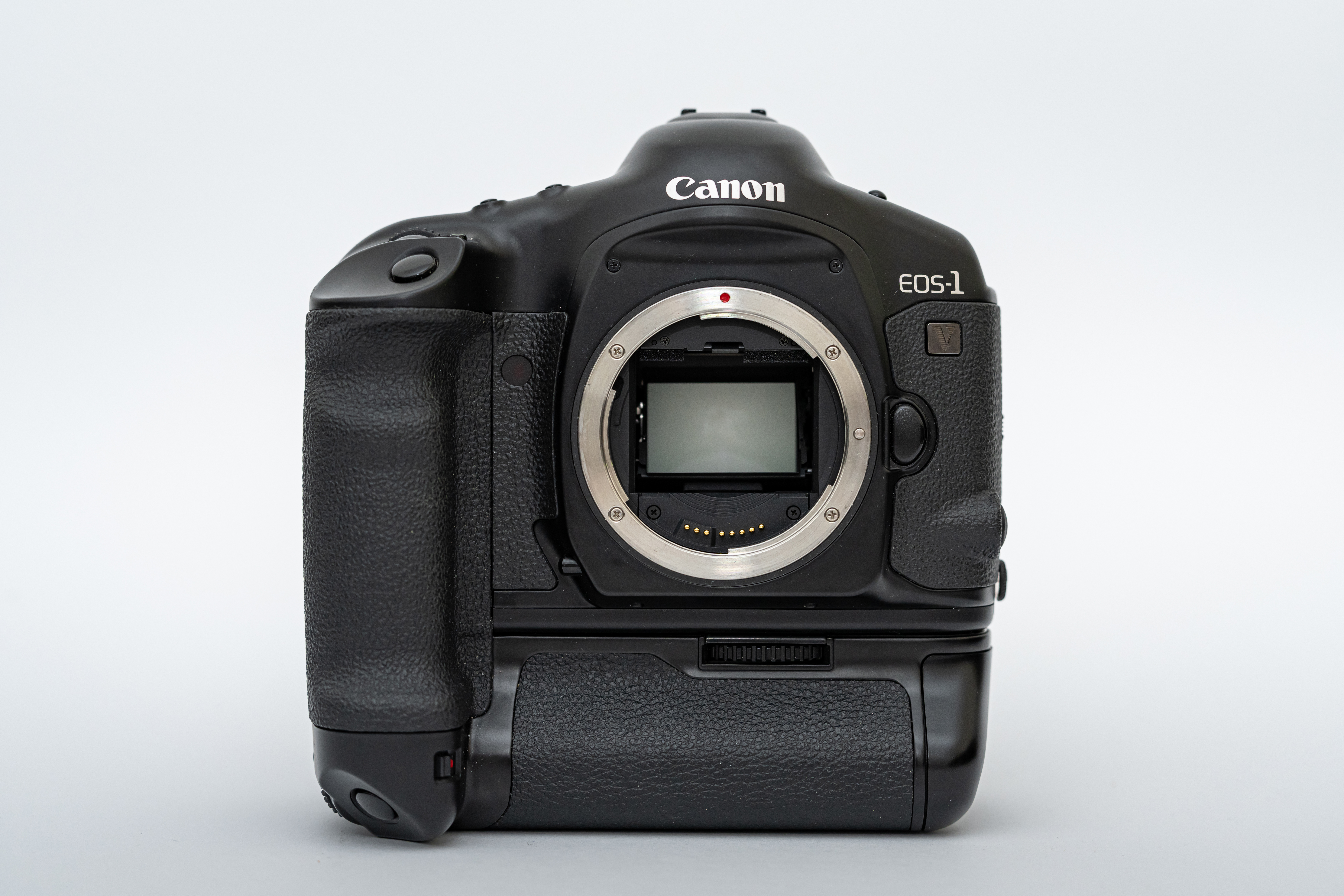
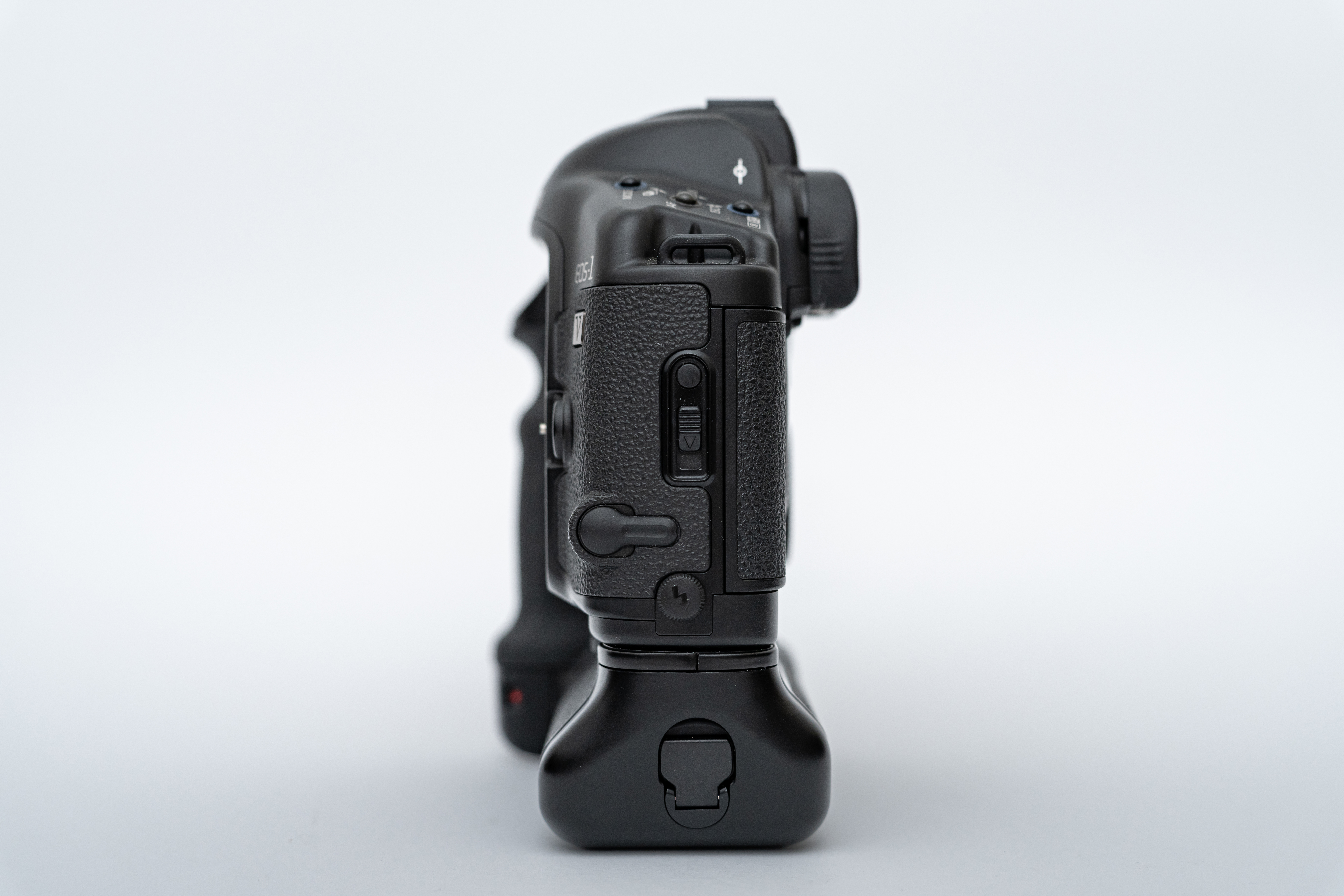
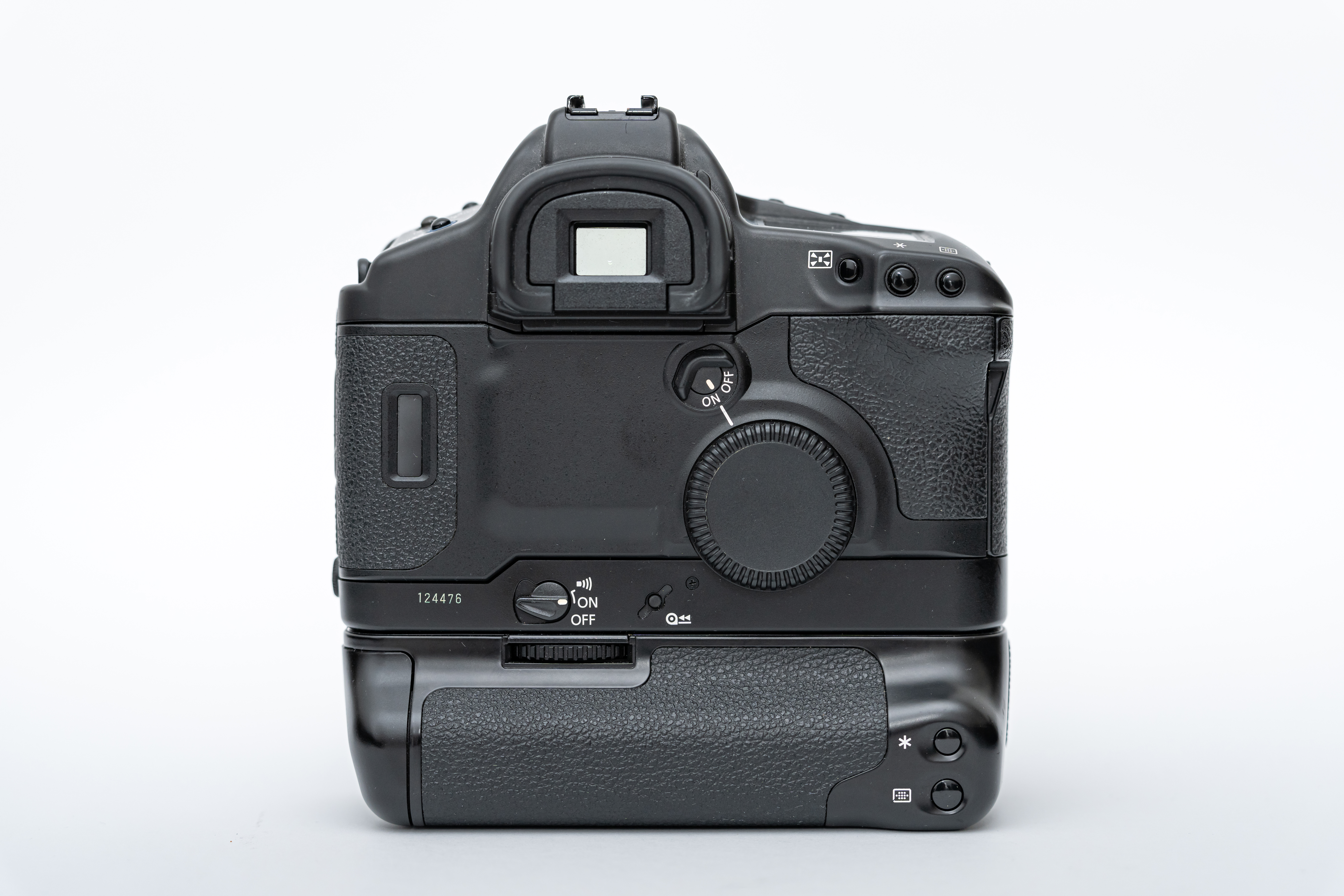
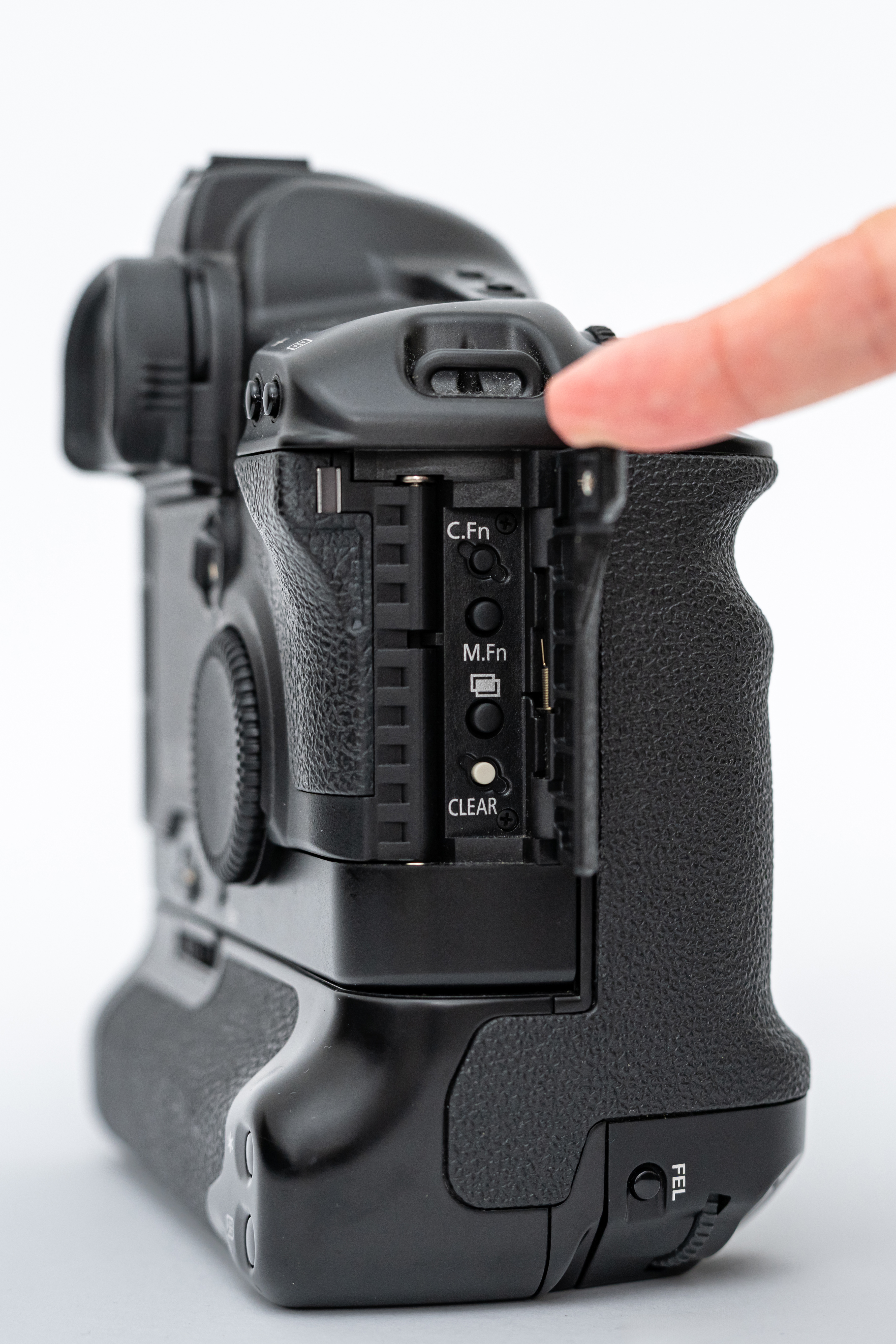
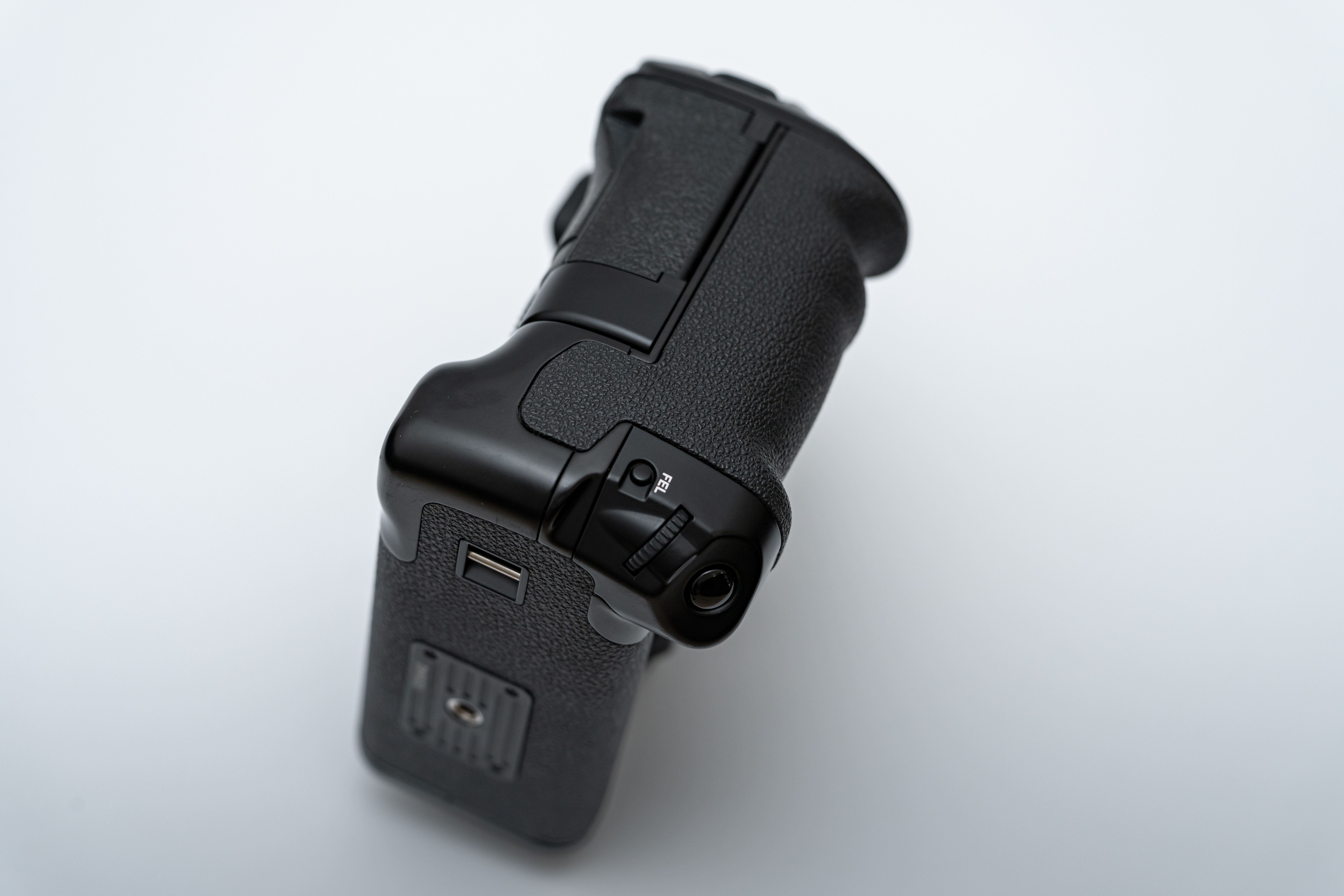
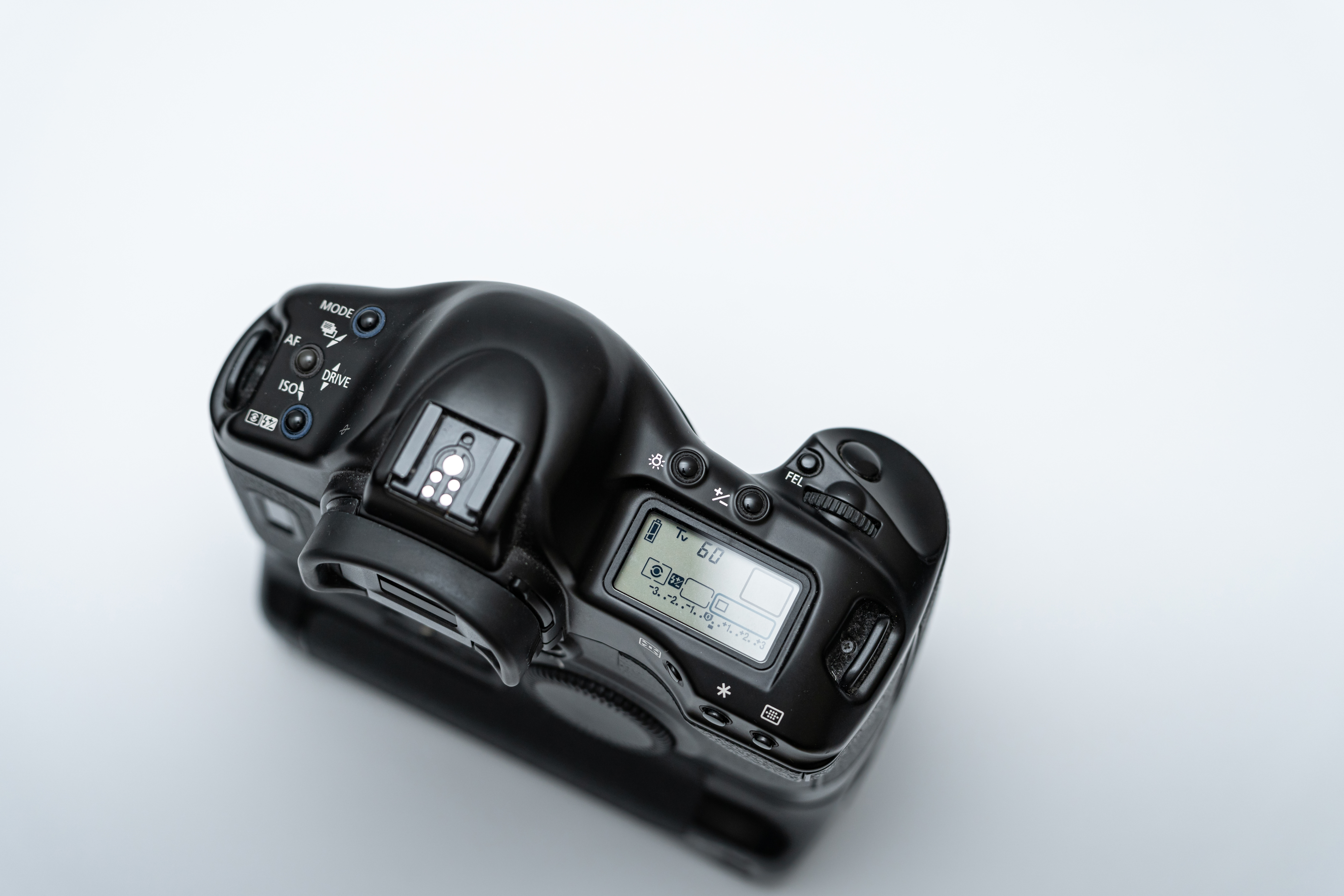
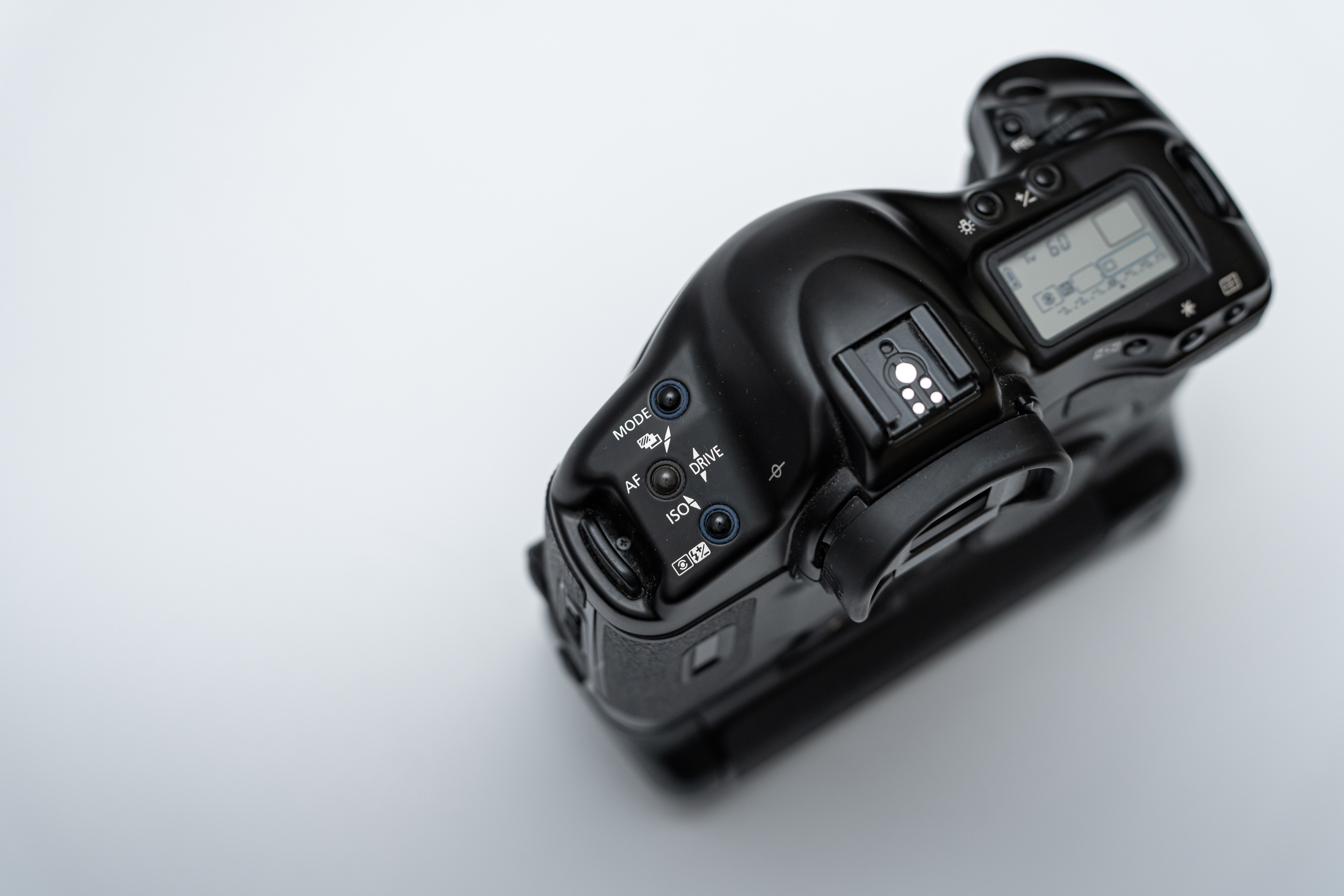
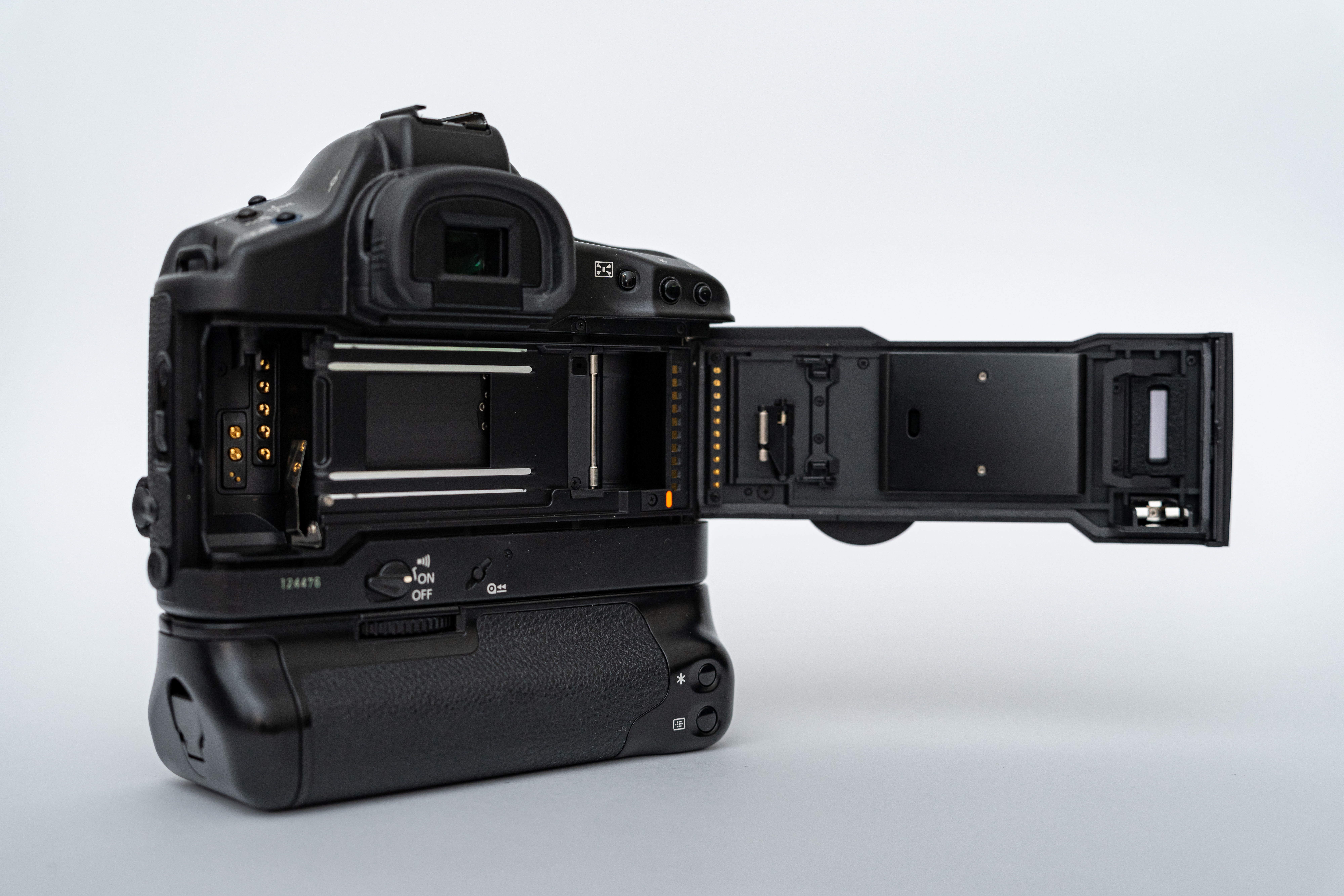